# 380-kV-Leitung Wahle–Mecklar

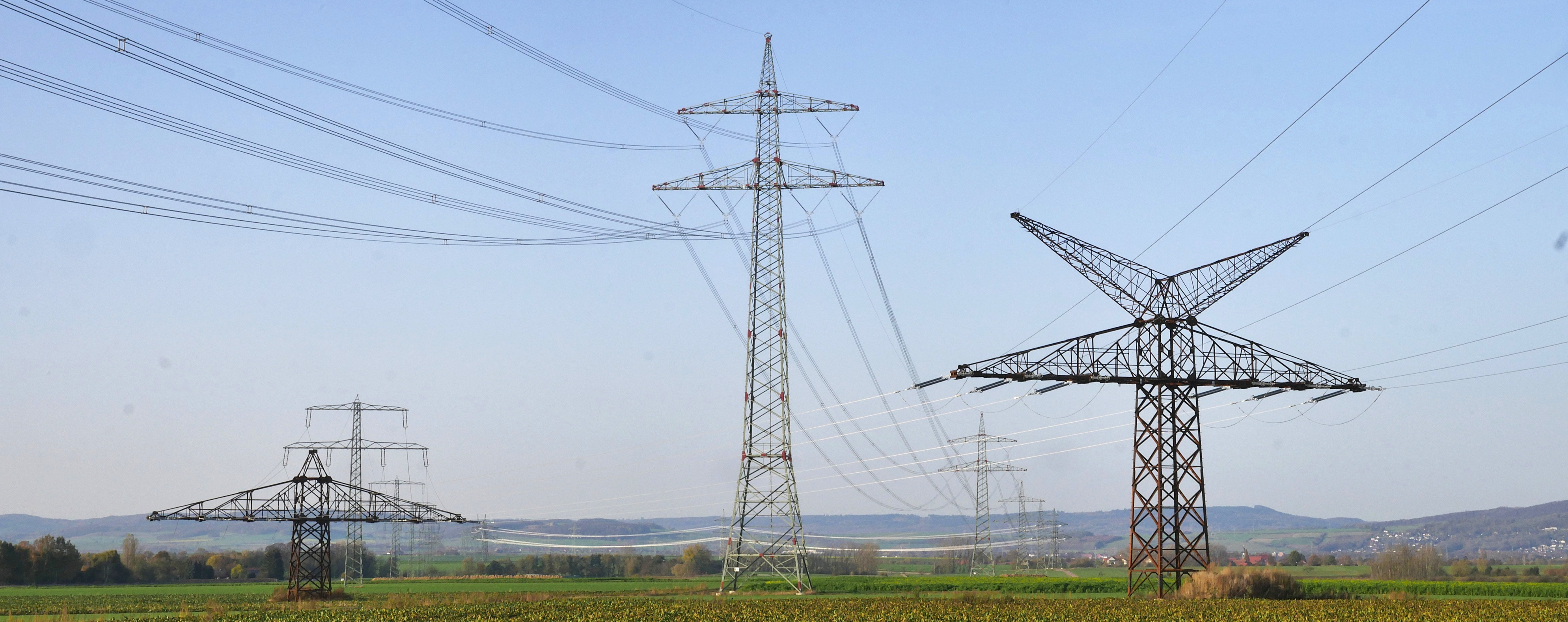
Leitung LH-10-3034 mit temporärer Unterführung der 220-kV-Leitung Lehrte-Hardegsen bei Strodthagen (Einbeck)

Die 380-kV-Leitung Wahle–Mecklar ist eine seit November 2024 in Betrieb befindliche Drehstrom-Hochspannungs-Freileitung mit zwei 380-kV-Stromkreisen, die von der Umspannanlage Wahle in Niedersachsen bis zum Umspannwerk Mecklar in Hessen führt.

## Bedeutung

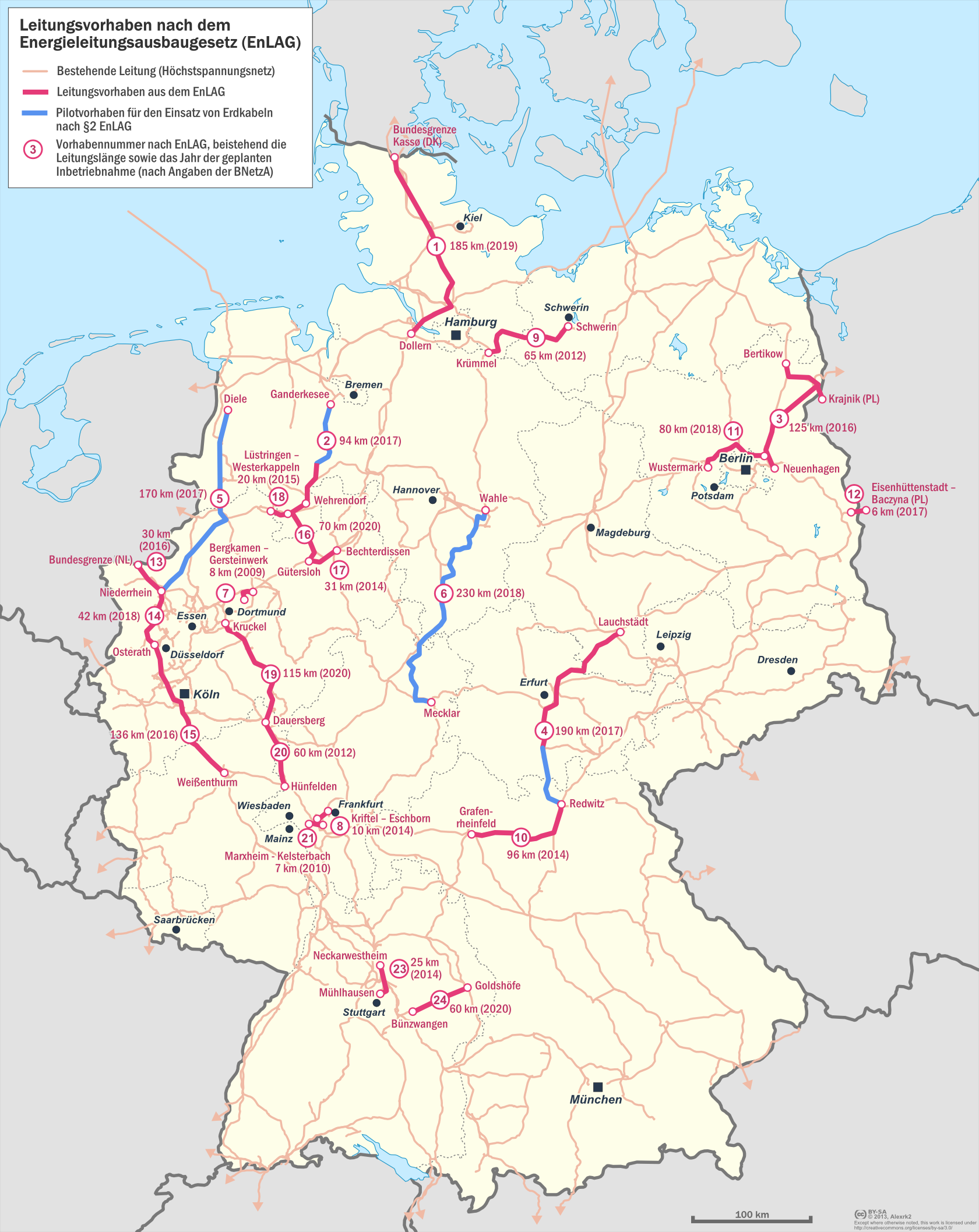
Karte der EnLAG-Vorhaben

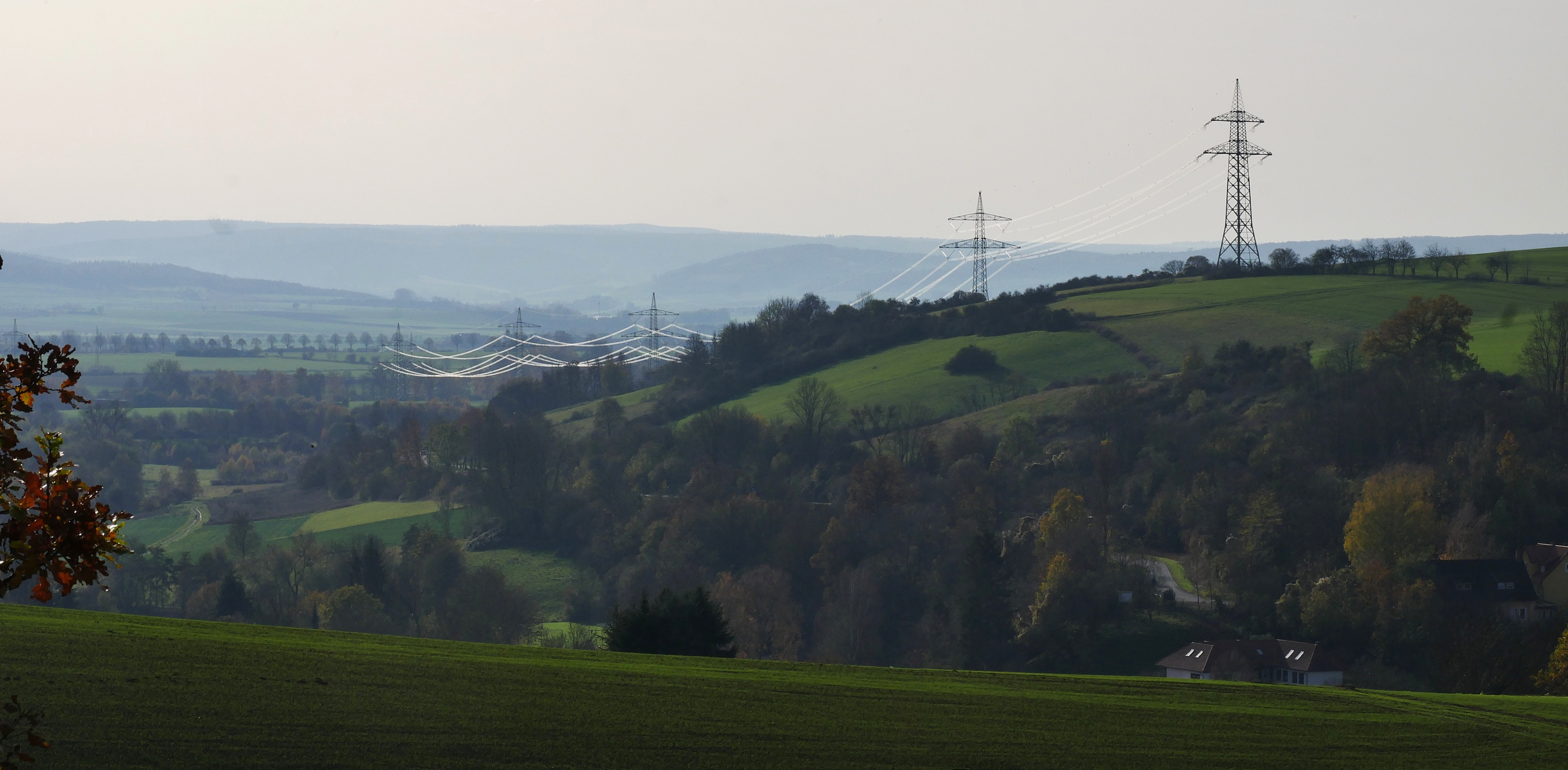
Vorläufiges Ende der Leitung am nördlichen Ende des Bauloses „B3“ bei Kuventhal (Einbeck), im Spätherbst 2020

Die Leitung war mit einer Länge von knapp 230 km das längste Neubau-Projekt im Rahmen des Energieleitungsausbaugesetzes und wird von der Tennet TSO betrieben werden. Im Gegensatz zu den Stromkorridoren des Bundesbedarfsplangesetzes (BBPlG) (s. „Südlink“) war sie Teil des Ausbaus der Übertragungsnetze und dient weniger dem Transport der in Offshore-Windparks erzeugten elektrischen Energie. Sie löste die bisher in dem betroffenen Versorgungsgebiet verwendete 220-kV-Technologie ab.

## Beschreibung
Die Leitung war in vier Bauabschnitte unterteilt, Abschnitt „A“ vom bestehenden Umspannwerk Wahle zum neuen Umspannwerk Lamspringe, Abschnitt „B“ weiter zum Umspannwerk Hardegsen, von dort zur niedersächsisch-hessischen Landesgrenze (Abschnitt „C“) und als Abschnitt „D“ bis zum südlichen Endpunkt beim Umspannwerk Mecklar. Die einzelnen Abschnitte wurden weiter in Baulose unterteilt.
Neben dem eigentlichen Leitungsbau wurde auch das Umspannwerk Hardegsen ertüchtigt und das Umspannwerk Godenau durch das neue Umspannwerk Lamspringe ersetzt. In der Nähe von Salzgitter und im Westen von Göttingen wurde die Leitung als Erdkabel verlegt. Hierzu werden spezielle Kabelübergabestationen erstellt, eine weitere zur Anbindung des Pumpspeicherkraftwerks Erzhausen, das ebenfalls durch ein Erdkabel von ca. 1 km Länge angebunden werden soll.
Die Leitung ersetzt unter anderem die seit 1931 bestehende 220-kV-Leitung Lehrte–Borken des ehemaligen Energieversorgers PreussenElektra. Diese musste allerdings bis zur Fertigstellung der neuen Leitung in Betrieb bleiben, um die Umspannwerke Godenau und Hardegsen zu versorgen und das Pumpspeicherkraftwerk Erzhausen anzubinden. Wo die neue Leitung sich mit der alten die Trasse teilt, wurde die alte Leitung unter Spannung auf temporäre Masten umverlegt, um den Neubau zu ermöglichen.

## Archäologie
Auf dem Trassenverlauf fanden vor dem Bau archäologische Untersuchungen statt. Dabei wurden Siedlungsreste aus der Jungsteinzeit, der vorrömischen Eisenzeit und der römischen Kaiserzeit, eine Nadel aus der Bronzezeit und Flurgrenzen aus dem 17. und 18. Jahrhundert entdeckt. Im Göttinger Stadtteil Grone stießen die Archäologen auf eine 7000 Jahre alte jungsteinzeitliche Siedlung mit dem Grundriss von zwei 33 Meter langen und bis zu 12 Meter breiten Langhäusern. Aufgrund der schiffförmigen Grundrisse rechnen die Archäologen sie der Rössener Kultur zu. Unweit der Siedlung wurde eine Hockerbestattung entdeckt, die die Forscher aufgrund der Grabbeigabe in Form eines 4000 Jahre alten Keramikgefäßes der Glockenbecherkultur zuordnen. Ein besonderer Fund wurde 2020 bei Störy in der Gemeinde Bockenem aus einer Tiefe von 2,5 Meter geborgen. Es handelt sich um einen etwa 80 cm langen Stoßzahn eines Wollhaarmammuts, der vom Niedersächsischen Landesamt für Denkmalpflege restauriert wurde. Die Tiere lebten während der letzten Eiszeit bis vor etwa 12.000 Jahren in der Gegend.

## Baufortschritt

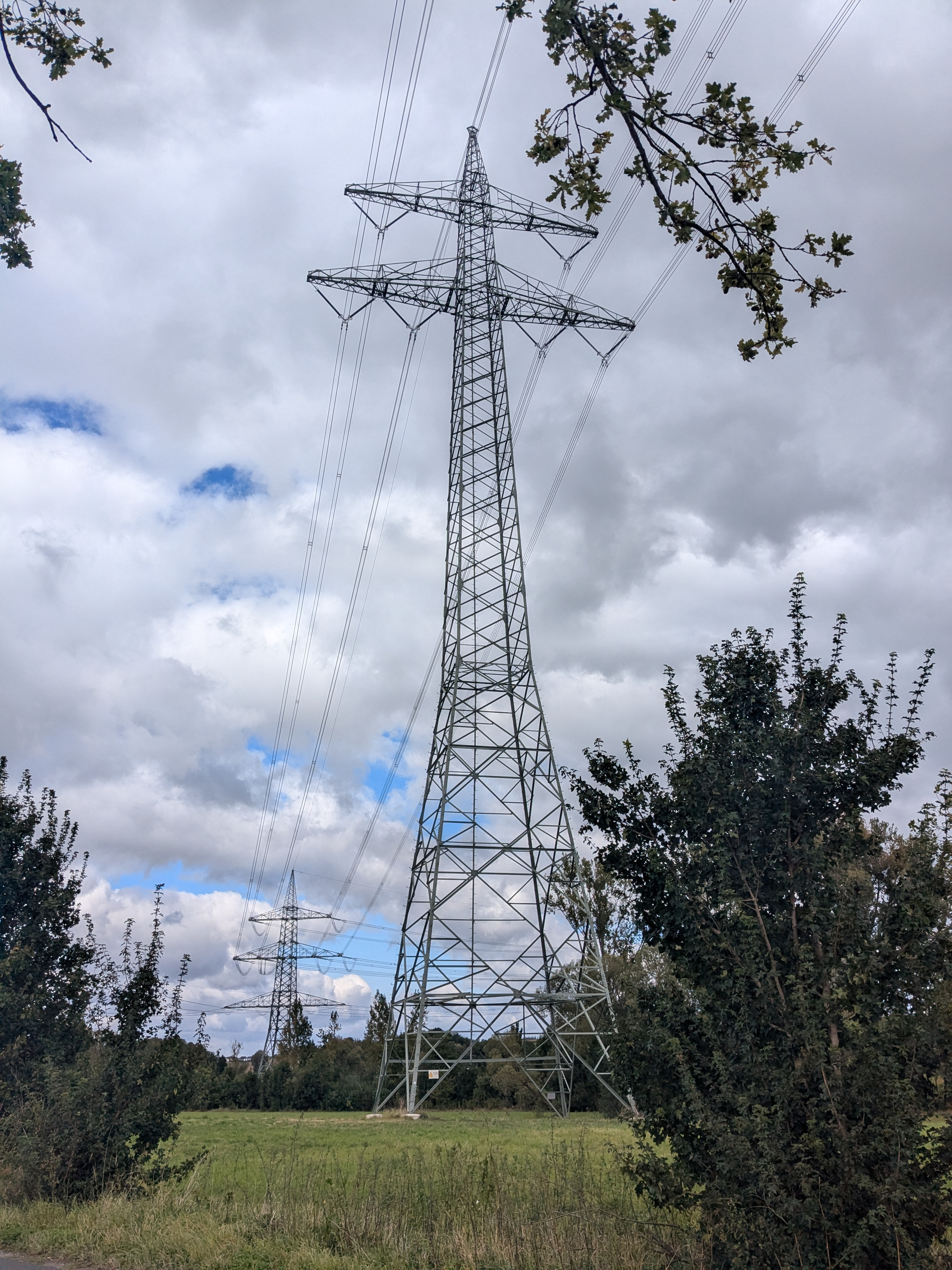
Mast Nummer 128 in Kaufungen, 2024

Das Neubauprojekt war in insgesamt vier Abschnitte (A–D) unterteilt, diese wiederum in Baulose. Von den insgesamt 230 km Leitungsneubau wurden 210 km als Freileitung und 20 km in zwei Teilstrecken als Erdkabel ausgeführt. Auf 78 km Länge wurden bestehende Freileitungstrassen auf die neue Trasse gebündelt. Ein neues Umspannwerk in Lamspringe und die Erweiterung dreier weiterer Umspannwerke (Wahle, Hardegsen, Mecklar) sorgten für eine Verknüpfung mit dem nachgeordneten 110-kV-Netz.
Ende September 2022 wurde der 105 km lange Abschnitt von Wahle bis Hardegsen offiziell in Betrieb genommen. Im November 2024 wurde das gesamte Neubauprojekt abgeschlossen.

### Tabellarische Übersicht der Leitungsabschnitte
| Abschnitt                                         | Baulos                                             | Status                         | Länge (km) | Bemerkungen |
| ------------------------------------------------- | -------------------------------------------------- | ------------------------------ | ---------- | ----------- |
| A (Wahle – Lamspringe)                            | A1 (Wahle – Lesse)                                 | fertiggestellt (Sommer 2022)   | 56         |             |
| A (Wahle – Lamspringe)                            | A2 (Holle – Bockenem)                              | fertiggestellt (Sommer 2022)   | 56         |             |
| A (Wahle – Lamspringe)                            | A3 (Bockenem – Evensen)                            | fertiggestellt (Sommer 2022)   | 56         |             |
| A (Wahle – Lamspringe)                            | A4 (Evensen – Lamspringe)                          | fertiggestellt (2021)          | 56         |             |
| A (Wahle – Lamspringe)                            | A5 (Lesse – Holle)                                 | fertiggestellt (2021)          | 56         | Erdkabel    |
| B (Lamspringe – Hardegsen)                        | B1 (Lamspringe – Greene)                           | fertiggestellt (Sommer 2022)   | 49         |             |
| B (Lamspringe – Hardegsen)                        | B2 (Greene – Einbeck)                              | fertiggestellt (Sommer 2022)   | 49         |             |
| B (Lamspringe – Hardegsen)                        | B3 (Einbeck – Moringen)                            | fertiggestellt (2020)          | 49         |             |
| B (Lamspringe – Hardegsen)                        | B4 (Moringen – Hardegsen)                          | fertiggestellt (2020)          | 49         |             |
| B (Lamspringe – Hardegsen)                        | B5 (Erdkabel-Abzweig PSW Erzhausen)                | fertiggestellt (November 2024) | 49         |             |
| C (Hardegsen – Landesgrenze Niedersachsen/Hessen) | C1 (Hardegsen – Hetjershausen)                     | fertiggestellt (November 2024) | 47,1       |             |
| C (Hardegsen – Landesgrenze Niedersachsen/Hessen) | C2 (Olenhusen – Jühnde)                            | fertiggestellt (November 2024) | 47,1       |             |
| C (Hardegsen – Landesgrenze Niedersachsen/Hessen) | C3 (Jühnde – Lippoldshausen)                       | fertiggestellt (November 2024) | 47,1       |             |
| C (Hardegsen – Landesgrenze Niedersachsen/Hessen) | C4 (Lippoldshausen – Münden)                       | fertiggestellt (November 2024) | 47,1       |             |
| C (Hardegsen – Landesgrenze Niedersachsen/Hessen) | C5 (Münden – Landesgrenze Niedersachsen/Hessen)    | fertiggestellt (November 2024) | 47,1       |             |
| C (Hardegsen – Landesgrenze Niedersachsen/Hessen) | C6 (Hetjershausen – Olenhusen)                     | fertiggestellt (November 2024) | 47,1       | Erdkabel    |
| D (Landesgrenze Niedersachsen/Hessen – Mecklar)   | D1 (Landesgrenze Niedersachsen/Hessen – Lohfelden) | fertiggestellt (November 2024) | 65         |             |
| D (Landesgrenze Niedersachsen/Hessen – Mecklar)   | D2 (Lohfelden – Wollrode)                          | fertiggestellt (November 2024) | 65         |             |
| D (Landesgrenze Niedersachsen/Hessen – Mecklar)   | D3 (Wollrode – Röhrenfurth)                        | fertiggestellt (November 2024) | 65         |             |
| D (Landesgrenze Niedersachsen/Hessen – Mecklar)   | D4 (Röhrenfurth – Morschen)                        | fertiggestellt (Frühjahr 2022) | 65         |             |
| D (Landesgrenze Niedersachsen/Hessen – Mecklar)   | D5 (Morschen – Licherode)                          | fertiggestellt (2021)          | 65         |             |
| D (Landesgrenze Niedersachsen/Hessen – Mecklar)   | D6 (Licherode – Oberthalhausen)                    | fertiggestellt (2021)          | 65         |             |
| D (Landesgrenze Niedersachsen/Hessen – Mecklar)   | D7 (Oberthalhausen – Mecklar)                      | fertiggestellt (November 2019) | 65         |             |